# Prosinec 2022
Toto je archivovaný článek z portálu Aktuality.
1. prosince – čtvrtek
 Na seznam děl ústního a nehmotného dědictví lidstva UNESCO bylo zapsáno vorařství, o jehož zápis žádala Česká republika společně s Polskem, Lotyšskem, Německem, Rakouskem a Španělskem. 
 Americký prezident Joe Biden přijal v Bílém domě francouzského prezidenta Emmanuela Macrona. 
2. prosince – pátek
 Země skupiny G7 a Evropská unie se dohodly, že ruská ropa převážená tankery se nebude nakupovat za více než 60 dolarů. 
 Ukrajinský konzulát v Brně byl evakuován kvůli podezřelé zásilce. 
 Kvůli pokračující pandemii covidu-19 byla pro rok 2023 zrušena Grand Prix Číny Formule 1. 
5. prosince – pondělí
 Američtí vědci z Lawrence Livermore National Laboratory provedli průlomový experiment, při kterém bylo jadernou fúzí vyprodukováno větší množství energie, než bylo potřeba k jejímu zažehnutí. 
8. prosince – čtvrtek
 Peruánský exprezident Pedro Castillo byl po neúspěšném pokusu o puč zadržen a obviněn ze vzpoury a spiknutí. V prezidentském úřadu jej nahradila viceprezidentka Dina Boluarteová. 
 V Rusku vězněná basketbalistka Brittney Grinerová byla vyměněna za obchodníka se zbraněmi Viktora Buta uvězněného v USA. K výměně došlo na letišti Al Bateen v Abú Zabí. 
11. prosince – neděle
 Nepilotovaná mise Artemis I skončila přistáním kosmické lodi Orion do vod Tichého oceánu u pobřeží mexického státu Baja California. 
13. prosince – úterý
 Nejvyšší správní soud České republiky povolil kandidaturu podnikatele Karla Diviše v prezidentských volbách, zároveň vyřadil kandidátku Denisu Rohanovou z České asociace povinných. 
 Bahamské úřady zadržely Sama Bankmana-Frieda zakladatele kryptoměnové burzy FTX. Americká komise pro kontrolu cenných papírů ho viní z podvodu na investorech, praní špinavých peněz a porušení zákonů o financování volebních kampaní. 
14. prosince – středa
 Kosovo podalo přihlášku do Evropské unie. 
15. prosince – čtvrtek
 Bosna a Hercegovina získala status kandidátské země Evropské unie. 
18. prosince – neděle
 Ve finále Mistrovství světa ve fotbale 2022 vyhrála Argentina nad Francií 4:2 na penalty a získala třetí titul. Nejlepší hráč, Argentinec Lionel Messi, se stal prvním účastníkem šampionátů od zavedení 16členné vyřazovací fáze v roce 1986, který na jediném turnaji vstřelil gól v každé jeho fázi (základní skupině, osmifinále, čtvrtfinále, semifinále i finále). 
27. prosince – úterý
 Kvůli zhoršujícím se vztahům s Čínou prodloužil Tchaj-wan délku povinné vojenské služby ze čtyř měsíců na jeden rok. 
31. prosince – sobota
 Zemřel emeritní papež Benedikt XVI. 